# Jean-Claude Magnan
Jean-Claude Magnan (Aubagne, 4 giugno 1941) è un ex schermidore francese, vincitore di una medaglia d'oro, una d'argento e due di bronzo nella scherma ai giochi olimpici.

## Biografia
Fiorettista, fu membro della nazionale francese di scherma, con la quale vinse la medaglia d'oro ai Giochi olimpici di Città del Messico 1968 e con cui per due volte conquistò il bronzo olimpico (1964 e 1972). Vinse anche una medaglia d'argento olimpica a titolo individuale ai Giochi di Tokyo 1964.
A livello di campionati mondiali di scherma ha vinto due medaglie d'oro individuali (1963 e 1965) e una squadre (nel 1971), un argento individuale (nel 1966) e due bronzi a squadre (1963 e 1965).
È il padre della schermitrice Clothilde Magnan e lo zio del saltatore con l'asta Jean Galfione.